# Luis Alberto Castiglioni Soria
Luis Alberto Castiglioni Soria (ur. 31 lipca 1962 w Itacurubí del Rosario) – paragwajski polityk, wiceprezydent Paragwaju od 15 sierpnia 2003 roku do października 2007 roku.

## Kariera polityczna
Członek Partii Colorado (Asociación Nacional Republicana – Partido Colorado) od 1979 roku. Jest absolwentem Uniwersytetu Katolickiego w Asunción. 15 sierpnia 2003 roku objął funkcję wiceprezydenta Paragwaju przy prezydencie Frutosie. W październiku 2007 roku zrezygnował ze stanowiska wiceprezydenta kraju, by wziąć udział w walce o nominację prezydencką Partii Colorado w wyborach prezydenckich w kwietniu 2008 roku. W wewnątrzpartyjnym głosowaniu w grudniu 2007 roku wygrała jednak Blanca Ovelar, popierana przez prezydenta Nicanora Duarte. Castiglioni nie pogodził się z rezultatem, co doprowadziło do ponownego liczenia głosów.
21 stycznia 2008 roku komisja wyborcza Partii Colorado ogłosiła ostateczne zwycięstwo Blanci Ovelar, z wynikiem 45,04% głosów przeciw Castiglioniemu, który uzyskał 44,5% głosów. Castiglioni nie zaakceptował porażki, twierdząc, że posiada dowody na pominięcie 30 tysięcy oddanych na niego głosów w czasie ich przeliczania.
Luis Castiglioni jest także wielkim kanclerzem Międzynarodowego Parlamentu Bezpieczeństwa i Pokoju (IPSP, International Parliament for Safety and Peace), międzyrządowej organizacji z siedzibą w Palermo we Włoszech.